# Pocitos, San Luis Potosí
Pocitos är en ort i Mexiko.   Den ligger i kommunen Charcas och delstaten San Luis Potosí, i den centrala delen av landet, 500 km norr om huvudstaden Mexico City. Pocitos ligger 1 986 meter över havet och antalet invånare är 341.
Terrängen runt Pocitos är platt åt nordväst, men åt sydost är den kuperad. Runt Pocitos är det glesbefolkat, med 8 invånare per kvadratkilometer. Närmaste större samhälle är Charcas, 15,2 km väster om Pocitos. Omgivningarna runt Pocitos är i huvudsak ett öppet busklandskap.